# Le Castelet
Pour les articles homonymes, voir Le Castellet.
Le Castelet est une commune française située dans le département du Calvados en région Normandie, peuplée de 1 829 habitants.
Elle a été créée, avec effet au 1er janvier 2019, par arrêté préfectoral en date du 24 septembre 2018 et prend le statut administratif de commune nouvelle. Cette nouvelle commune résulte de la fusion des communes de Saint-Aignan-de-Cramesnil et de Garcelles-Secqueville.

## Géographie

### Communes limitrophes
| Tilly-la-Campagne                     | Bourguébus  | Bellengreville Moult-Chicheboville |
| Rocquancourt                          | Le Castelet | Valambray                          |
| Fontenay-le-Marmion Fresney-le-Puceux | Cintheaux   |                                    |

### Hydrographie
La commune est située dans le bassin Seine-Normandie. Elle n'est drainée par aucun cours d'eau,.

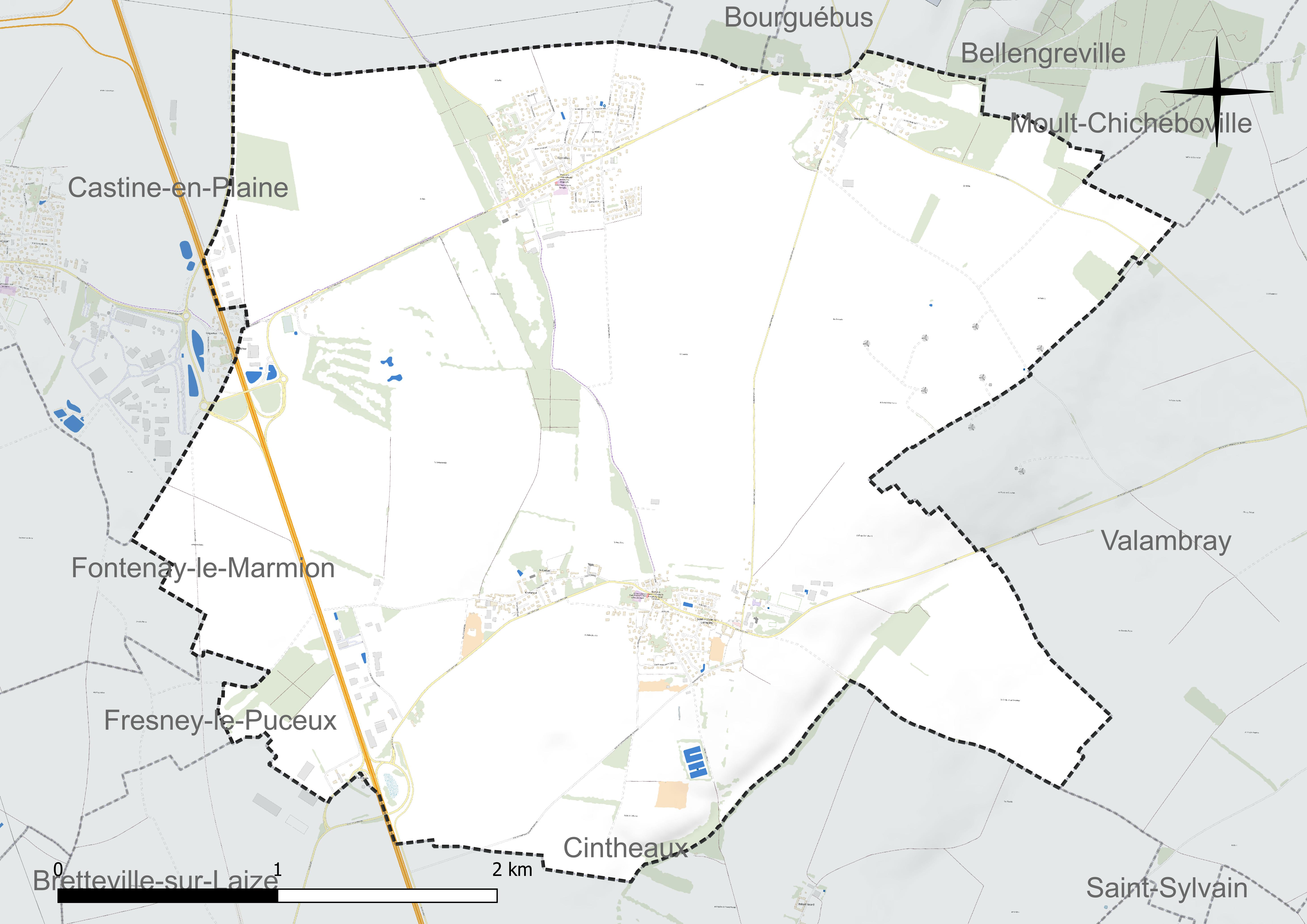
Réseau hydrographique du Le Castelet.

### Climat
Pour des articles plus généraux, voir Climat de la Normandie et Climat du Calvados.
En 2010, le climat de la commune est de type climat océanique altéré, selon une étude du CNRS s'appuyant sur une série de données couvrant la période 1971-2000. En 2020, Météo-France publie une typologie des climats de la France métropolitaine dans laquelle la commune est exposée à un climat océanique et est dans la région climatique Normandie (Cotentin, Orne), caractérisée par une pluviométrie relativement élevée (850 mm/a) et un été frais (15,5 °C) et venté. Parallèlement le GIEC normand, un groupe régional d'experts sur le climat, différencie quant à lui, dans une étude de 2020, trois grands types de climats pour la région Normandie, nuancés à une échelle plus fine par les facteurs géographiques locaux. La commune est, selon ce zonage, exposée à un « climat des plateaux abrités », correspondant à la plaine agricole de Caen à Falaise, sous le vent des collines de Normandie et proche de la mer, se caractérisant par une pluviométrie et des contraintes thermiques modérées.
Pour la période 1971-2000, la température annuelle moyenne est de 10,6 °C, avec  une amplitude thermique annuelle de 12,8 °C. Le cumul annuel moyen de précipitations est de 729 mm, avec 11,7 jours de précipitations en janvier et 7,5 jours en juillet. Pour la période 1991-2020, la température moyenne annuelle observée sur la station météorologique la plus proche, située sur la commune de Saint-Sylvain à 5 km à vol d'oiseau, est de 11,5 °C et le cumul annuel moyen de précipitations est de 681,2 mm,. Pour l'avenir, les paramètres climatiques de la commune estimés pour 2050 selon différents scénarios d'émission de gaz à effet de serre sont consultables sur un site dédié publié par Météo-France en novembre 2022.

## Urbanisme

### Typologie
Au 1er janvier 2024, Le Castelet est catégorisée bourg rural, selon la nouvelle grille communale de densité à 7 niveaux définie par l'Insee en 2022.
Elle est située hors unité urbaine. Par ailleurs la commune fait partie de l'aire d'attraction de Caen, dont elle est une commune de la couronne,. Cette aire, qui regroupe 296 communes, est catégorisée dans les aires de 200 000 à moins de 700 000 habitants,.

## Toponymie
Le néo-toponyme est issu d'un lieu-dit de la toponymie locale.

## Histoire
La commune nouvelle du Castelet est formée de la réunion des communes de Saint-Aignan-de-Cramesnil et de Garcelles-Secqueville. La création de cette commune a été actée pour 1er janvier 2019 par un arrêté préfectoral du 24 septembre 2018.

## Politique et administration

### Liste des maires
| Période      | Période  | Identité           | Étiquette | Qualité                                                   |
| ------------ | -------- | ------------------ | --------- | --------------------------------------------------------- |
| janvier 2019 | En cours | Florence Boulay SE |           | Conseillère départementale du canton d'Évrecy depuis 2015 |

### Communes déléguées
| Nom                               | Code Insee | Intercommunalité | Superficie (km2) | Population (dernière pop. légale) | Densité (hab./km2) |
| --------------------------------- | ---------- | ---------------- | ---------------- | --------------------------------- | ------------------ |
| Saint-Aignan-de-Cramesnil (siège) | 14554      | Caen la Mer      | 6,91             | 569 (2016)                        | 82                 |
| Garcelles-Secqueville             | 14294      | Caen la Mer      | 5,64             | 886 (2016)                        | 157                |

## Population et société

### Démographie
L'évolution du nombre d'habitants est connue à travers les recensements de la population effectués dans la commune depuis sa création.
En 2022, la commune comptait 1 829 habitants, en évolution de +25,7 % par rapport à 2016 (France hors Mayotte : +2,11 %).
| 2015  | 2020  | 2022  |
| ----- | ----- | ----- |
| 1 392 | 1 716 | 1 829 |

## Culture locale et patrimoine

### Lieux et monuments
- Église Saint-Aignan de Saint-Aignan-de-Cramesnil.
- Château de Cramesnil.
- Château de Garcelles dont le parc et les avenues y accédant sont un site classé depuis 1942.
- Église Saint-Martin (Garcelles). Au XVIe siècle, une flèche a été ajoutée à l'église du XIIe siècle. Détruite lors des combats de 1944, une nouvelle église consacrée en 1957 a été reconstruite.
- Vestiges de l'église Saint-Gerbold (Secqueville). Il reste la base du clocher de l'église de l'ancienne commune de Secqueville-la-Campagne fusionnée avec celle de Garcelles en 1827.
- Golf de Caen-Garcelles.

### Personnalités liées à la commune
- Pierre Lefebvre-Dufresne (1770 La Rochelle - 1839 à Garcelles-Secqueville), homme politique.
- Louis Doynel de Saint-Quentin (1850-1928), homme politique, maire de Garcelles-Secqueville.
- Georges Guynemer est né à Paris le 24 décembre 1894, dans une famille aisée de l'aristocratie normande en partie originaire du Thuit dans l'Eure, mais a passé le plus clair de ses premières années dans le château familial de Garcelles qui appartenait à sa mère, Diane Julie Noémie Doynel de Saint-Quentin.